# Wohin rollst Du, Äpfelchen
Wohin rollst Du, Äpfelchen ist ein Roman von Leo Perutz aus dem Jahr 1928. Das Buch wurde zwischen Oktober 1924 und Juni 1927 verfasst und erschien ab 25. März 1928 zunächst als Fortsetzungsroman in der Berliner Illustrierten Zeitung, ehe im selben Jahr die Buch-Ausgabe bei Ullstein herauskam.

## Kurzbeschreibung
Der Wiener Kriegsheimkehrer Leutnant Vittorin begibt sich nach Kriegsende gen Russland zurück, um sich an einem russischen Stabskapitän für dessen als demütigend und menschenverachtend empfundenes Verhalten zu rächen. Nach einer Odyssee durch das ehemalige Zarenreich, den Mittelmeer-Bereich und Frankreich findet Leutnant Vittorin den Russen im heimischen Wien wieder – und lässt von der Rache ab.

## Inhalt
Fünf österreichische Ex-Kriegsgefangene, „die zwei Jahre hindurch“ im östlich von Transbaikalien gelegenen Gefangenenlager Tschernawjensk „Stubengenossen […] gewesen waren“, reisen nach Ende des Ersten Weltkriegs in Osteuropa mit dem Zug nach Österreich-Ungarn zurück. Die fünf Heimkehrer haben am Grab eines gefangenen Fliegerleutnants einem russischen Offizier namens Seljukow Rache geschworen, weil Seljukow jenem Fliegerleutnant mangels ordentlicher Papiere keine „Offiziersbehandlung“ angedeihen ließ, sondern in der Mannschaftsküche Dienst tun lassen wollte, was der Fliegerleutnant verweigerte. Folge für den Fliegerleutnant: Kellerhaft, Malaria, Tod. Für Leutnant Georg Vittorin, einen der fünf Schwurbrüder, kommt ein weiteres Motiv hinzu: Vittorin hatte sich bei der Beschwerdeführung wiederholt nicht an den Dienstweg gehalten, wofür ihn Seljukow von einem Unteroffizier „zur Tür hinaus“ stoßen ließ, was Vittorin als eine demütigende Behandlung „à la canaille“ empfand: „die Erinnerung an die schmachvolle Stunde brannte wie ätzendes Gift in seiner verstörten Seele“, zu deren Verstörung auch die warmherzige Aufnahme durch Familie und Freundin in Wien beitragen: Weil er seinen Racheplan vor seinen Lieben geheim hält, fühlt Vittorin einerseits „ein schmerzhaftes Unbehagen, als stünde er vor einer schweren Krankheit. Sein Geheimnis bedrückte ihn. Aus jedem Wort des Vaters und der Schwestern war es zu hören, wie glücklich sie darüber waren, daß er sich nun bald wieder in das alte, gleichmäßig geregelte Leben einfügen werde.“ Am gleichen Abend packt Vittorin jedoch ein „Gefühl des Wohlbehagens, des Geborgenseins […], gegen das er sich zur Wehr setzte. Die Dinge in diesem Zimmer griffen nach ihm und hielten ihn fest, als wäre er ihr Eigentum.“ Seinen alten Arbeitgeber, eine Speditions- und Lagerhausgesellschaft, empfindet Vittorin als „Sklavenplantage“, beansprucht zwar einen Gehaltsvorschuss, um seine Suche nach Seljukow zu finanzieren, doch nimmt gleichzeitig eine Job-Offerte eines Untermieters der Familie Vittorin namens Dr. Bamberger an, einer „sehr fragwürdigen Persönlichkeit“.
In „den Tagen des Umsturzes, erhielt Vittorin von einem sibirischen Heimkehrer […] Nachrichten aus Tschernawjensk. Tschechische Legionäre hätten den Ort besetzt, der Stabskapitän Seljukow  war […] abgereist […], um sich der Roten Armee […] zur Verfügung zu stellen.“ Was Vittorin elektrisiert, lässt andere kalt, denn trotz Revolution geht das Leben in Wien weiter: Vittorins Schwurbruder Dr. Emperger scheinen „Curaçao, Würfelzucker und Sardinen wichtiger zu sein […] als die Nachrichten über Seljukow“ sowie die gemeinsame Rache-Mission. Ein zweiter Schwurbruder redet statt von Seljukow „von Importbegünstigungen, Auslandsofferten, Absatzgebieten und Marktnotierungen“, und ein dritter Schwurbruder, ein Professor, diagnostiziert Vittorin wegen dessen Rache-Eifer eine krankhafte Psychose. Mit allen dreien bricht Vittorin. „Verraten und verspottet […] verließ Vittorin mit vor Bestürzung, Zorn und Scham verzerrtem Gesicht das Zimmer“, findet Trost in den Worten des letzten verbleibenden Schwurbruders, des Ex-Leutnants Kohout: „die Bourgeoisie hat kein Ehrgefühl und keinen Charakter.“ Obwohl Kohout linken österreichischen Revolutionären nahesteht, arbeitet er in einer Rechtsanwaltskanzlei und bietet sich an, für eine gemeinsame Russland-Reise „den Paß und die für die Reise erforderlichen Sichtvermerke zu beschaffen“, besorgt Fahr- und Platzkarten, allerdings ausgerechnet für jenen Abend, für den Vittorins Freundin Franzi ein Schäferstündchen organisiert hat. Als Vittorin zögert, erklärt Kohout: „Die Züge gehen nur zweimal in der Woche, und ohne Platzkarte kommst du nicht mit. Und wenn es dir wirklich einmal gelingen sollte, eine Platzkarte zu bekommen […], ist dein Visum längst abgelaufen. Du fährst entweder heute oder du fährst überhaupt nicht“. Zwar geht Vittorin noch zu dem Schäferstündchen, doch nur um Franzi zu erklären, er könne nicht bleiben; gleichzeitig sichert er ihr zu, er sei „in ein paar Wochen“ zurück und habe dann schon eine Stellung bei Bamberger, einer „sehr fragwürdigen Persönlichkeit, […] ich halt‘ ihn eher für einen Schieber, aber wer ist das heute nicht!“ Zusammen mit Kohout reist Vittorin ab, allerdings wird Kohout wegen Veruntreuung von Geldern der Rechtsanwaltskanzlei festgenommen, während Vittorin weiterreisen darf und in Nowochlowynsk (zwanzig Kilometer südlich von Berdiczew) strandet: „Zwischen Nowochlowynsk und Berdiczew lief die Front der ukrainischen Freiwilligen Petljuras und […] der Roten Armee.“ Vittorin mietet sich notgedrungen bei einem Schuster ein, nimmt eines Nachts den russischen Dragoner-Rittmeister Stackelberg und dessen verwundeten Freund Graf Gagarin auf, die sich weder mit den Ukrainern noch der Roten Armee gemein machen wollen, sondern frontquerende Botendienste für „die rechtmäßige Regierung“ Russlands übernehmen. Während Rittmeister Stackelberg Befehl erhalten hat, zu versprengten anti-sowjetischen Truppen nach Tiraspol zu gehen, hilft der ortskundige Graf Gagarin Vittorin über die Frontlinie, kommt dabei ums Leben, während Vittorin von Rotarmisten gefangen genommen und in Berdiczew wegen „Spionage zugunsten der Konterrevolution“ eingekerkert wird, bis dort vorübergehend die Sowjets gestürzt werden und Vittorin freikommt. „[D]och nun stand er wieder dort, wo er vor vier Tagen gestanden war, außerhalb der Grenzen Sowjetrußlands, fern von seinem Ziel. Vergeblich alle Mühen und Gefahren. Ohne Zweck und Sinn war Graf Gagarin gestorben“. Überraschend wird Vittorin von einem Mit-Gefangenen, dem während der Kerkerhaft incognito gebliebenen Sozialrevolutionär Artemjew, vorgeladen, weil Artemjew während der Kerkerhaft seine verdächtigen Utensilien in den Habseligkeiten seiner Mitgefangenen unterbrachte; im Falle Vittorins ein „Explosivpräparat“. Da Vittorin andeutet, in Moskau mit einem Rotarmisten „ein Wort zu reden“ zu haben und Artemjew schon im Kerker bei Vittorin „die Augen eines Fanatikers“ zu entdecken glaubte, sorgt Artemjew dafür, dass Vittorin auf seiner Reise vorankommt: „Zeigen Sie uns, was Sie können.“
„Vittorin, krank, müde, hungrig, in abgerissenen Kleidern“, streunt „im März des Jahres 1919“ durch Moskau, arbeitet aus Hunger bei der Fertigung von Propagandaplakaten, als Tagelöhner beim Holzverladen, später als Spezialist für westeuropäische Sprachen beim Volksgesundheits-Kommissariat, macht nach drei Wochen die Adresse eines Michael Michajlowitsch Seljukow „auf dem Taganskyplatz“ ausfindig, wo Vittorin und die ihn wegen seines Kommissariats-Postens begleitenden Rotarmisten allerdings nur den Ex-Kammerherrn Baron Pistolkors vorfinden, der unter der Identität Seljukows lebt. Baron Pistolkors wird gefangen genommen, später erschossen, Vittorin erhält widersprüchliche Berichte über Seljukows Verbleib, aber auch Besuch von einem der Leute Artemjews, der die Wohnung am Taganskyplatz für eine geeignete konspirative Bleibe hält. Artemjew behauptet daher Vittorin gegenüber, die Wohnung werde bereits von der Tscheka überwacht, besorgt Vittorin, damit jener verschwindet, diejenigen Dokumente, die nötig sind, damit Vittorin an die Front zu jenem Regiment gelangt, in dem Seljukow laut den Vittorin vorliegenden Informationen dient: „Vittorin steckte die Papiere zu sich und war zum Soldaten der Roten Armee geworden“, erfährt allerdings bei weiteren Erkundigungen über Seljukows Regiment, dass jenes jüngst zum Feind übergelaufen wäre. Vittorin verlässt Moskau an jenem Tag, als dort die Nachricht von der Eroberung Perms durch die Rote Armee am 1. Juli 1919 eintrifft, steht im November 1919 fleckfieberkrank „südöstlich von Miropol einer weißen Brigade gegenüber“, in deren Reihe ein Offizier mit dem Spitznamen „der Pfeifer“ von sich reden macht, „der seine Leute pfeifend, mit der Reitgerte in der Hand, zum Angriff führt“ und in dessen Verhalten Vittorin den verhassten Seljukow wiederzuerkennen glaubt. Als ein Abzug seines Regiments und damit die Entfernung von seinem Hass-Objekt droht, kolportiert Vittorin die Falschinformation, dass auf der gegnerischen Seite „ein höherer Stab“ weile, „Offiziere in französischen Uniformen“ und „Pferde mit englischer Sattelung“. Und als sich ein Machtvakuum durch den Tod eines vorgesetzten Offiziers ergibt, führt Vittorin, um seinem Hass-Objekt näherzukommen, die ihm unterstellten Rotarmisten in eine militärisch aussichtslose Auseinandersetzung, in Tod und Gefangenschaft, in der Vittorin allerdings feststellt, dass „der Pfeifer“ gar nicht Seljukow ist, sondern Rittmeister Stackelberg, der seinen „Wohltäter“ aus Nowochlowynsk wiedererkennt: „Sie können gehen, ich habe nicht vergessen.“ Vittorin wird in Stackelbergs Auftrag insgeheim mit Geld ausgestattet und ins Lazarett gebracht. „In den ersten Januartagen [1920] wurde das Lazarett evakuiert, und während die weißen Regimenter nach Süden […] fluteten, um dort noch einmal, zum letztenmal, den Kampf für die verlorene Sache aufzunehmen“, nimmt sich Vittorin der letzten ihm verbleibenden Spur an und sucht das Heimatdorf von Seljukows Diener Grischa auf, der des Schreibens nicht sonderlich mächtig war und sich während der Tschernawjensker Zeit gelegentlich der Dienste eines Mitglieds der Schwurbrüder annahm, um an seine im Charkower Gouvernement wohnhafte Mutter zu schreiben. Jene Mutter ist sehr erfreut, durch Vittorin von Grischa zu hören und gibt Vittorin außer dörflichen Neuigkeiten und einer Uhr noch die Information mit, dass Grischa und Seljukow in Batumi weilten. Dort aber trifft Vittorin die Gesuchten nicht an, die fünf Monate zuvor nach Istanbul abgereist sind, verdingt sich als Gepäckträger in Batumis Hafen, wo er eine Tingeltangel-Tänzerin kennenlernt, als deren Geliebter und Geiger er gleichfalls nach Istanbul gelangt und herausfindet, dass die Gesuchten nach Rom weitergereist sind, wohin Vittorin ihnen nachsetzt: „Von Rom führte Seljukows Spur nach Mailand, und hier ging sie verloren.“ Auf der Suche nach Seljukow irrlichtert Vittorin im Mittelmeer-Raum umher. „Im Hafen von Ganua arbeitete Vittorin als Kohlentrimmer. In Barcelona war er Adressenschreiber, in Narbonne Gehilfe eines Anstreichers“, in Marseille endlich wird Vittorin vom Auto eines reichen US-Amerikaners angefahren, was ihm vier Wochen Krankenhaus, aber auch 600 Franc einbringt, mit denen er nach Paris reist, wo er sich in den Abonnenten-Liste der „Emigrantenblätter der verschiedenen politischen Richtungen“ umtut, tatsächlich fündig wird und einen Lachanfall bekommt, als er sieht, dass Seljukow nun im Wiener Währinger Gürtel wohnt: „Daheimbleiben und warten und dann eines Tages eine Straße hinaufgehen und um die Ecke biegen. Mehr wäre nicht zu tun gewesen.“ Unmittelbar bevor Vittorin nach Wien abreist, trifft er zufällig seine in Paris weilende Ex-Freundin Franzi wieder, erkundigt sich, ob sie mit ihm nach Wien zurück wolle. „Zurück in die Armeseligkeit des Alltags! Zurück an die Schreibmaschine! […] Dennoch vermeidet sie das schroffe ’Nein‘“, doch erneut trennen sich die beiden: „Du bist der gleiche geblieben, immer mußt du mit dem nächsten Zug fort. – Leb wohl, Georg“, verabschiedet Franzi sich vom einstigen Geliebten.
Auf dem Weg nach Wien trifft Vittorin Dr. Bamberger wieder, den ehemaligen Untermieters der Familie Vittorin, der Vittorin einst einen Job „eines meiner Person attachierten Sekretärs“ angeboten hatte und nun in Begleitung eines attachierten Sekretärs reist, dem ein Mitreisender Vittorins „wahrscheinlich ein Ministergehalt“ bescheinigt, „macht schöne Reisen, immer im Salonwagen“: Der einstige Untermieter sei nun einer der „größten Wirtschaftskapitäne“ Österreichs und „vielfacher Dollarmillionär“, so der Mitreisende Vittorins. „Vittorin strich sich die Haare aus der Stirn und schwieg. Er hatte nur ein flüchtiges Erinnerungsbild an den eleganten jungen Herrn, dem er seinen Platz an dem wohlgedeckten Tisch des Lebens überlassen hatte.“ In Wien setzt Vittorin zum Besuch Seljukows an, um Seljukow nach all der Zeit endlich in einem „Duell ohne Zeugen“ umzubringen. Seljukow allerdings entpuppt sich als heruntergekommener Bastler von Spielzeug, das Grischa auf den Straßen verkauft, als „ein Mann mit einer Brille, unrasiert, in einem alten, abgetragenen Sakko“, der „ausgetretene Pantoffeln [trägt], seine Hosen waren an den Knien durchgewetzt“. Seljukow empfängt Vittorin freundlich, Vittorin kauft Seljukows einige Spielzeuge ab und gibt Seljukows Helfer Grischa dessen von Grischas Mutter ausgehändigte Uhr sowie Neuigkeiten aus dem Dorf. „Und mit einer Handbewegung strich Vittorin zwei Jahre, in denen er Abenteurer, Mörder, Held, Kohlentrimmer, Spieler, Zuhälter und Landstreicher gewesen war, aus seinem Leben – – mit einer gleichgültigen Handbewegung, die […] nichts verriet.“

## Textanalyse
Bei Wohin rollst du, Äpfelchen handelt es sich um einen auktorial erzählten Roman, der mit Elementen verschiedener Genres spielt und dabei auch „Kolportageszenen“ enthält. Zu den Charakteristika dieses „ironischen Unterhaltungsromans“ gehören Elemente des Nachkriegs- und Heimkehrer-, des Abenteuer- und Kriegsromans, des Kriminal- und Verfolgungsromans, wobei „der Schluß des Romans keinem dieser Genres entspricht: weder löst der Tod des Helden Trauer, noch der seines Feindes Befriedigung aus, und keine Heirat des Helden mit seiner Jugendliebe tröstet über die erlittene Unbill des Schicksals.“ Die „stoffreiche, spannende Geschichte“ zeichnet sich durch „sorgfältige Konstruktion und sprachliche Genauigkeit“ aus, setzt frühestens im Herbst 1918 ein  und umfasst „einen Zeitraum von rund zwei Jahren“. Etwa ein Drittel des Romans berichtet über „die quälend lange Zeit“ in Wien, „in der Vittorin versucht, seinem Plan treu zu bleiben, während die Freunde abtrünnig werden oder inmitten der notorischen Desorientierung der Nachkriegszeit neu Fuß zu fassen versuchen.“ Weitere rund 40 Prozent spielen im bürgerkriegszerrütteten ehemaligen Zarenreich, während der Rest der Handlung durch verschiedene Orte des Mittelmeerraums und Paris hetzt: „[Der Erzähler] folgt seinem im Fieberwahn durch die Metropolen eilenden Helden im Sturmschritt, weil es nicht um die Individualgeschichte eines Wahnkranken und seiner Obsession geht, sondern um den Wahn, in den die Welt gefallen ist, den Wahnsinn einer Epoche. Fast beiläufig registriert der Roman die zeitgenössischen Krisensymptome, den Sinnverlust, die Gehetztheit, den Verlust moralischer Werte.“

### Titel
Der Titel ist dem Lied Эх, яблочко (deutsch: Ach, Äpfelchen) „entlehnt und ergibt ein griffiges Bild für die radikalen und schicksalhaften Brüche in den Lebensgeschichten der Zeit.“ Im Roman taucht das Lied erstmals auf, als der Sozialrevolutionär Artemjew dessen Melodie pfeift und Vittorin gegenüber verschiedentlich darauf anspielt, am ausführlichsten wird der Text in einer speziellen Variation – als Choral totgeweihter Rotarmisten – dargestellt, nachdem Vittorin dank Falschinformation und Machtvakuum einen Angriff dorthin starten kann, wo er Seljukow mutmaßt: „Wohin rollst du, Äpfelchen / kommst nicht mehr zurück. / Morgen in die Totenlisten / schreibt man hundert Rotarmisten...“

### Themen
„Selbstverständlich ist das in Berlin veröffentlichte Buch – auch – als politische Warnung vor der zerstörerischen revisionistischen Politik der deutschen Rechten zu lesen“, doch eines der Hauptthemen des Romans, der vor dem Hintergrund einer durch die Kriegserfahrungen „erfahrungslos gewordenen Gesellschaft“ spielt, ist das Motiv von individueller Rache und von deren Verhältnis zur gesellschaftlichen Wirklichkeit. Georg Vittorin, der vor dem Krieg bereits im Arbeitsleben stand, greift für sein Rache-Unternehmen auf berufliche und militärische Organisations-Erfahrungen zurück, bedient sich zu Beginn seines Rache-Unternehmens noch eines gesellschaftlich üblichen Jargons: Anfangs sieht Vittorin in den fünf Schwurbrüdern „eine festgefügte Organisation“, in ihrem Schwur „das Übereinkommen von Tschernawjensk“, versucht später mit dem Schwurbruder Dr. Emperger eine „Konferenz zu zweit, ein engeres, vorbereitendes Komitee“. Auch später ist Vittorins rauschartige Besessenheit noch als eine Art Arbeitssucht kaschiert; so klagt er einer seiner Schwestern gegenüber: „Den ganzen Tag, von früh bis abends, Besprechungen, Konferenzen, einmal da, einmal dort […] – reine Hetzjagd! Und dann die Arbeit auf den Bahnhöfen, stundenlang stehen und Heimkehrerzüge abpassen, ich brauche gewisse Auskünfte, Recherchen sind nötig, und das ist eine Arbeit, die ich keinem anderen überlassen kann.“
Trauma und Traum, Realität und Rachewahn
Da Vittorins Rach-/Arbeitssucht in seinem Umfeld auf wenig Verständnis stößt, stößt Vittorin das verständnislose Umfeld von sich, das seinem zwanghaften Nichtvergessenwollen das zwanghafte Vergessenwollen, die Verdrängung, den Nachkriegszeit-Vergnügungstaumel entgegensetzt: „das alles war nur da, um ihn einzulullen, um ihn von seiner großen Aufgabe abtrünnig zu machen. Es schien ihm, als wäre der Kampf, der ihm nun bevorstand, entscheidend für alle Zukunft und als müsse er ausgefochten werden, jetzt, sogleich, es durfte keinen Aufschub geben.“ Kurz vor der Rückkehr nach Russland ist das Wiener Wohlbehagen für Vittorin daher nicht die Wirklichkeit, sondern „nichts als ein Schatten“. Bevor Vittorin jedoch Wien verlässt, erhält er von einem der fünf Schwurbrüder, dem Professor, ungebeten noch eine Fremd-Anamnese über sein „Allerweltsmotiv“ Rache und die „Kränkungen eines unbefriedigenden Lebens, die Schmach verletzter Eitelkeit“, die sich in der Person Seljukow lediglich personifizierten: „Wir waren alle aus dem Gleichgewicht gebracht, damals, als der arme Teufel, der Fliegerleutnant, an Malaria starb, elend war uns zumut, psychisch krank waren wir, Vittorin. Wir flüchteten uns in den typischen Traum aller Gefangenen: Einmal wiederkommen und Abrechnung halten! Gewiß, es war ein sehr wohltuender Gedanke, er hat uns über böse Stunden hinweggeholfen. Aber doch ein Krankheitssymptom, wie? […] Eine schwere Psychose war es. […] Kein normaler Zustand, das ist doch klar. Aber endlich einmal muß man doch damit fertig werden! Sie sind wieder zu Hause, alles ist vorüber.“ Ähnlich Dr. Amberg in St. Petri-Schnee in dessen Liebes-Traum ist Vittorin allerdings in einem Hass-Traum gefangen: „Sibirien war nur ein böser Traum, Tschernawjensk ein Alpdruck“, meint der Professor über jenen Hass-Traum. Und genau wie Dr. Amberg in St. Petri-Schnee nicht mehr eine Person liebt, sondern die traumartige Vorstellung, die er von der Person hat, hasst Vittorin nicht mehr eine Person, sondern die Vorstellung einer Person, deren wirkliches Gesicht er in genau jenem Moment vergisst, als er Wien wieder verlässt, „jawohl, er hatte es vergessen, und während ihm dies quälend zum Bewußtsein kam, pfiff die Lokomotive, […] der Zug setzte sich in Bewegung“. Vittorin folgt dennoch zwanghaft der „pathologischen Logik der Rache“, opfert alles diesem Rachewunsch, „oft sogar das Leben anderer“, wobei die Rache für den malariaverstorbenen Fliegerleutnant „erkennbar nur die Rationalisierung von Vittorins Privatrache“ ist. Später dann ist der private Rachefeldzug „zur Weltrettungsmission avanciert, die paranoide Obsession erhält kosmopolitische Konturen, die persönliche Kränkung wird zur Beleidigung der Menschheit“, von der ein Teil Vittorin vor dem beabsichtigten finalen „Duell ohne Zeugen“ zur Seite steht: Auf dem Weg treppaufwärts zu Seljukows Wiener Wohnung stehen die Kollateralschäden von Vittorins realem Handeln in Vittorins Vorstellung Spalier: der hingerichtete „alte Kammerherr“ Baron Pistolkors „in seinem kirschroten Schlafrock“, der bei der Frontüberquerung umgekommene Graf Gagarin, der in Vittorins Moskauer Wohnung von den Kommunisten ertappte und umgekommene Artemjew, der fordert, „zeigen Sie uns, was Sie können“, sowie „die roten Soldaten, die er [=Vittorin] bei Miropol in das Sperrfeuer der Granaten geführt hatte um Seljukows willen. Sie waren gekommen, sie standen dicht gedrängt hinter ihm, bereit, ihm wiederum zu folgen“, der er dann die Kammer eines heruntergekommenen, ihm unwürdigen realen Gegners und nicht die Heimstatt der Hass-Figur seiner Vorstellungswelt, so dass die Handlung schließt, „ohne die Klammer zwischen [...] erinnerter Opfer- und imaginierter Täterrolle durch einen realen Racheakt zu schließen. Auf einem Umweg erreicht Vittorin damit letztlich doch die Freiheit, nach der er so lange gesucht hat: Er überwindet die erlittene Kränkung und schafft die persönlichen Voraussetzungen, um sich in der Alltagswelt der Gegenwart zu orientieren.“
Entmenschlichung eines Feindes
„Auf der Irrfahrt seiner Suche nach Seljukow, die er angetreten hatte, weil er nicht vergessen konnte, steigern sich Vittorins Selbstvergessenheit und sein Vergessen stetig und wechselseitig. Die Selbstvergessenheit manifestiert sich in Vittorins Bereitschaft, seiner großen Aufgabe immer größere Opfer zu bringen, sein Vergessen äußert sich darin, daß ihm das Bild Seljukows immer stärker verblaßt und er sich an dessen Stelle ein Phantombild stets neu konstruieren muss.“ Der Neu-Zeichnung des Phantoms Seljukow geht allerdings ein neu gezeichnetes Menschenbild voran, das sich mit Fortschreiten der Roman-Handlung zunehmend entmenschlicht: Nachdem Vittorin von der Mehrheit seiner Schwurbrüder maßlos enttäuscht ist, meint er noch in Wien, die Menschen seien „alle Kanaillen“. Dieses vertierte Menschenbild – das französische canaille stammt vom italienischen canaglia (Hundemeute) – nimmt während Vittorins Inhaftierung in Berdiczew der dortige Zellenälteste auf, als er über die Gefängnisinsassen meint: „Sie haben es verlernt, wie Menschen miteinander zu leben. Wie die Hunde bellen sie einander an.“ Der indirekt durch Vittorins Wirken ans Messer der Staatsmacht gelieferte Baron Pistolkors hebt dieses vertierte Bild der Menschheit dann durch Anspielung auf die göttliche Dreieinigkeit auf eine metaphysische Ebene: „Die Welt der Menschen […] sei dumm und grausam. Bosheit, Rachsucht und niedrige Gesinnung, das sei die heilige Dreieinigkeit der Zeit.“ Vor dem Hintergrund eines generell entmenschlichten Menschenbildes wird auch Vittorins individueller Gegner Seljukow zunehmend entmenschlicht. „Zu dieser Entwicklung gehört, dass Vittorin die Erinnerung an das Gesicht seines Peiniger verliert, sobald er sich auf den Weg zurück nach Russland macht, und dass in seinem Bewusstsein an die Stelle der Erinnerung an seine Kränkung zunehmend Visionen treten, in deren Rahmen sein Gegner alle konkreten menschlichen Züge verliert: Seljukow erscheint Vittorin als Dämon, in dem das Böse der Zeit sich verkörpert.“ Immer fratzenhafter wird Vittorins Erinnerung an „das verhaßte Antlitz […]. Die Augen eines Raubvogels, ein grausam-spöttisches Lächeln auf den schmalen Lippen, keine menschlichen Züge, die Maske Satans – so sah er jetzt Seljukow“, gegen Ende seines Aufenthalts in Berdiczew. Als Vittorin fleckfieberkrank an der Miropol-Front weilt, hat jener Satan – wie manche Figuren in einem Traum – in Vittorins Visionen nicht einmal mehr ein Gesicht, steht „in Reithosen und hohen Lackstiefeln [da], die Reitpeitsche in der Hand, ganz allein steht er, aber sein Gesicht ist nicht zu sehen, eine ungeheure schwefelgelbe Wolke ist über seinen Schultern aufgetürmt […], er geht nicht zurück, sein Atem ist Feuer, und aus der Wolke über seinen Schultern dröhnt und donnert es“: Entsprechend der Figur des Dr. Amberg in St. Petri-Schnee, der seine Liebes-Erfüllung nicht in einer realen Person, sondern in seiner Vorstellung von einer Person findet, hasst Vittorin nicht mehr die Person Seljukow, sondern die Vorstellung, das „Phantasma“, das er über Seljukow hegt: „Er sieht in Seljukow nicht mehr den hochmütigen russischen Offizier, der ihn beleidigt hat. Seljukow ist der böse Geist einer entarteten Zeit. In ihm haßt Vittorin alles Schändliche, das seine Augen sehen, in ihm haßt er die Schieber, die Valutageier, die Raubtiermenschen, die sich den Besitz der Welt geteilt haben. […] Sie sind zahlreich, sie sind unangreifbar, sie sind überall, in Paris, in Bukarest, in Wladiwostok. Nur an einem von ihnen kann Vittorin die Menschheit, die sie verraten, die Welt, die sie verpestet haben, rächen, und dieser eine ist Seljukow.“ Als Vittorin dann der realen Person Seljukow begegnet und von der „infernalischen Gestalt, der aus ihrer Vertrautheit mit dem Tod sogar noch eine besondere Verfügungsgewalt über Frauen zuwächst“, nur ein mit einem anderen Mann zusammenlebender Spielwarenhändler wird, wird aus dem verhinderten Rächer Georg Vittorin sofort ein einfacher Spielwarenkäufer.

### Figuren
Hauptfigur
Georg Vittorin: Der verbissene, verblendete, unbelehrbare Antiheld des Romans wurde 1889 geboren, ist „gleich nach dem Ultimatum“ eingerückt und brachte es im Krieg bis zum Infanterieleutnant. Auch nach Ende seiner Militärkarriere bleibt er „im militärischen Habitus gefangen“ und ist für das Zivilleben untauglich: „Leben, Arbeit, Familie, Beziehung gehen ihn nichts an – er lebt nur für den Gedanken an Rache und ist nicht im Geringsten daran interessiert, seiner Verwicklung in militärische Zusammenhänge ein Ende zu setzen.“ Ursache für Vittorins anhaltendes „Rachedelirium“ ist, dass er – anders als seine Schwurbrüder – sich „in seiner personalen und sozialen Identität als Mann und als Offizier schwer verletzt fühlt und dass er diese tief greifende Erfahrung von Ohnmacht und Hilflosigkeit nicht vergessen kann und will“: Solange diese subjektiv empfundene individuelle Demütigung nicht gerächt ist, „gibt es für Vittorin keinen Frieden und keine wirkliche Heimkehr“. Vittorins „obsessives Leben in absoluter Einsamkeit“ hat zur Folge, „dass er mit der Konsequenz des Paranoikers nicht nur die Einsicht in die veränderte gesellschaftliche Realität verweigert, sondern jedem, der über Alltägliches spricht, perfide Absichten unterstellt“. Obwohl Vittorin, „von seinem Rachewahn abgesehen, […] ein gänzlich normaler, liebenswürdiger Mensch“ ist, verfällt er in die Rolle eines „ruhelosen Rächer[s]“, eines „traumatisierten Racheengels, der, heimgesucht von Erinnerungen und Visionen, keine Herrschaft mehr über sich selbst hat, nur noch der Akteur eines wahnhaften Bemächtigungswunsches ist“ und „mit absoluter Gleichgültigkeit“ zusieht, wie unbeteiligte Menschen seiner „unerbittlichen Besessenheit“ zum Opfer fallen. Getrieben von seinen „privaten Obsessionen, mit denen er ein Fanal in einer aus den Fugen geratenen Zeit zu setzen glaubt“, macht sich Vittorin während seiner langen Suche nach Seljukow „in nicht viel anderer Weise als Seljukow tatsächlich schuldig, ohne die zerstörerische Kraft seiner unerbittlichen Erinnerung zu verstehen. Ein Schuldeingeständnis gibt es nie, auch nicht, als Vittorin am Ende des Romans den verhassten Seljukow in Wien aufspürt […] Ohne Bewusstsein für seine eigenen Fehler vergisst Vittorin plötzlich die Schuld, die es zu rächen gilt“.
Nebenfiguren (Auswahl)
- Michael Michajlowitsch Seljukow: Der „Stabskapitän im Semjenowschen Regiment“[3] ist ein mit dem Wladimirorden und dem Georgskreuz[105] hochdekorierter und entsprechend hochmütiger[87] Offizier, „der durch sein arrogantes Benehmen den Malariatod eines Gefangenen zu verantworten“ hat.[106] Vittorin hasst Seljukow aber vor allem, weil Seljukow Vittorin wegen Missachtung des Dienstwegs „wie einen Schulbuben abführen und überdies mit drei Wochen Stubenarrest bestrafen ließ“.[106] Der Kettenraucher Seljukow hat „eine lässig-elegante Art, während des Schreibens die Zigarette zu halten“ und „konnte charmant sein, wenn er wollte“.[107] Er hat eine „ein wenig vorspringende Stirn“ und schmale, gebräunte Hände.[105] Als Vittorin ihn in Wien schließlich stellt, fällt die Rache „der gewaltigen Differenz zwischen dem vorgestellten und dem wahrgenommenen Seljukow“[86] zum Opfer: „Der Seljukow, den Vittorin so lange gesucht hat, [...] ist infolge des Wandels der Zeit für immer verschwunden. Aus dem gepflegten und hochmütigen Offizier auf der Höhe seiner Kraft ist ein alter Mann geworden, ein ungepflegter, ärmlich gekleideter Zivilist [...]. An die Stelle der Macht ist die Ohnmacht getreten“.[108]
- Dr. Rudi Emperger: Dieser Schwurbruder Vittorins „mit den hervortretenden, völlig ausdruckslosen Augen“[109] ist ein „Muttersöhnchen, verweichlicht, verzogen, in keiner Hinsicht verläßlich. Ein netter Mensch sonst, ein guter Kamerad, vielleicht auch couragiert“.[110] Er findet, Vittorin sei dem „russischen Subalternoffizier magisch verfallen“,[111] und hält sich nicht an den Schwur, an Seljukow Rache zu üben.
- Der Professor: Dieser Schwurbruder Vittorins ist nicht während einer kriegerischen Auseinandersetzung gefangen genommen, sondern „von den Russen einfach aus dem Bett geholt und arretiert“ worden: „Ich hatte nämlich das besondere Pech, vom Kriege auf einer Studienreise durch das südliche Turkestan überrascht zu werden.“[112] Er findet, Vittorins Rachedurst komme einer Psychose gleich,[13] und hält sich nicht an den Schwur, an Seljukow Rache zu üben.
- Leutnant Ferdinand Kohout: Der mit einem „steifen Arm“[113] geschlagene Ex-Militär und Schwurbruder Vittorins hat im Zivilleben „vier Semester Jus studiert“,[114] was ihm den Wiedereinstieg ins Zivilleben erleichtert, aber auch die Unterschlagungen, wegen derer er bei der Ausreise verhaftet wird.[18] Er ist neben Vittorin der einzige der fünf Schwurbrüder, der die Rache an Seljukow trotz Kriegsende noch umsetzen will.
- Grigorij Ossypowitsch Kedrin, genannt „Grischa“: Dieser Diener Seljukows ist des Schreibens nicht besonders mächtig und hat „dem Professor seine Briefe diktiert“ an die Mutter, woher die fünf Verschwörer deren Adresse im Charkower Gouvernement kennen[45] – für Vittorin ist das die letzte Seljukow-Spur innerhalb Russlands.
- Artemjew: Der Sozialrevolutionär hieß in der Fortsetzungsroman-Fassung der Berliner Illustrierten Zeitung noch Arsenjew, was aber wegen der Namensgleichheit mit einem Professor der Königsberger Universität für die Buch-Fassung geändert wurde.[115] Zweimal ist es Artemjew, der Vittorin die Fortsetzung des Rachefeldzugs ermöglicht.
- Franzi Kroneis: Die Freundin Vittorins hat einen kindlichen Mund[116] und den Krieg über auf ihn gewartet, um ihn nun nach Kriegsende zu verlieren: „Sie sah, daß ihr der Freund entglitt, mit jedem Tag empfand sie es deutlicher, daß seine Gedanken ihr nicht mehr gehörten, sie fürchtete, ihn gänzlich zu verlieren. Sie ahnte dunkel die ferne, rätselhafte Kraft, die ihn an sich zog, und war entschlossen, ihn nicht kampflos freizugeben. Um ihn festzuhalten, um seine erlöschende Liebe neu anzufachen, hatte sie ihm von Liebesabenteuern erzählt, die sich nie begeben hatten, und Personen erdichtet, die ihr mit Leidenschaft nachstellten.“[117]
- Dr. Bamberger: Der Untermieter der Familie Vittorin ist zwei Jahre jünger als Vittorin[118] und „von kleiner, zierlicher Figur, in seinem krankhaft blassen Gesicht lag der Ausdruck einer überwachen Intelligenz.“[119] Er bietet Vittorin die Stelle „eines meiner Person attachierten Sekretärs“ an,[52] denn er sieht im Kielwasser der siegreichen österreichischen Revolution „das schlechte Geld“ über die Wirtschaft hinwegschwappen: „Der Staat würgt an einem gigantischen Defizit, die Assignaten sind auf dem Weg. […] Die Flut des neuen Geldes wird den alten Reichtum zertrümmern, die Eigentumsrechte vernichten – alles, um das wir die Besitzenden heute beneiden, wird herrenloses Gut sein und dem gehören, der richtig zugreift. Der Krieg ist nur scheinbar zu Ende, bei uns beginnt er erst. Es wird ein erbarmungsloser Krieg sein, ein Krieg aller gegen alle, und ich für meine Person gedenke ihn zu gewinnen.“[120] Der Erfolg gibt ihm Recht: Gegen Ende des Romans ist aus dem einstigen Untermieter einer der „größten Wirtschaftskapitäne“ Österreichs und „vielfacher Dollarmillionär“ geworden.[53]

## Kommerzielle Kampagne und finanzieller Erfolg
Wohin rollst Du, Äpfelchen war „ein sensationeller Erfolg der Weimarer Republik“, ein „Bestseller“ und trug dazu bei, dass Perutz seinen bürgerlichen Beruf aufgeben konnte, weil er den Nerv der Zeit getroffen hatte: „Der Typus des heimatlosen Heimkehrers, der ortlos und glaubenslos, hoffnungslos, skeptisch und meist sehr lebensuntüchtig einer feindlichen Welt bürgerlicher Saturiertheit gegenübersteht, ist das Thema der deutschen Erfolgsromane von 1927 bis zum Beginn der dreißiger Jahre“. Ebenso zum Erfolg wie das Thema trug die vor Erscheinen lancierte Werbekampagne bei, die sich „das Cliffhanger-Prinzip des Fortsetzungsromans“ zu eigen machte: Ab 4. März 1928 leuchtete ein signalfarbenes „Wohin?“ von Berlins Litfaßsäulen, eine Woche später ein „Wohin rollst du, Äpfelchen?“, eine weitere Woche später war die Frage ergänzt durch die Information, dass es sich um den ab 25. März 1928 erscheinenden neuen Fortsetzungsroman in der Berliner Illustrierten Zeitung handle, der „mit einer Auflage von fast zwei Millionen und einer geschätzten Leserzahl von annähernd fünf Millionen“ größten Illustrierten des Kontinents: „Die großartige Beziehungslosigkeit dieser Frage und der Aufwand, mit der sie gestellt wurde, dürften die Neugier auf die Botschaft der Werbekampagne noch gesteigert haben.“

## Textausgaben (Auswahl)
- Wohin rollst du, Äpfelchen… Herausgegeben und mit einem Nachwort von Hans-Harald Müller. 2. Auflage. Zsolnay, Wien 2011. ISBN 978-3-552-05534-6.
- Wohin rollst du, Äpfelchen… Herausgegeben und mit einem Nachwort von Hans-Harald Müller. 2. Auflage. Deutscher Taschenbuch-Verlag, München 2009. ISBN 978-3-423-13349-4.
- Wohin rollst du, Äpfelchen… Lizenzausgabe. Herausgegeben und mit einem Nachwort von Hans-Harald Müller. Deutsche-Buchgemeinschaft, Berlin 1987.
- Wohin rollst du, Äpfelchen… Ullstein, Berlin 1928.